# 三宅あみ
三宅 あみ（みやけ あみ、6月17日 - ）は、日本のモデル、リポーター、司会者。アイミング所属。
山口県下関市出身。山口県立下関西高等学校卒業。身長158cm。スリーサイズ:B80・W55・H80。靴:22.5cm。血液型:O型。
趣味:音楽鑑賞、読書、ライブに行くこと。特技:テニス。

## 出演

### テレビ
- リーチ満載!パチンコ新台ナビ （MONDO TV、2008年10月 - 2010年12月）
- 良好生活研究所（テレビ朝日）
- 温泉遺産（BS-TBS）
- 夢情報　きらめき夢子さん（テレビ朝日）

### CM
- 任天堂
- 竹下製菓 ブラックモンブラン
- 関西電力
- 荘内銀行
- ツムラ キッチンアクアショット（2007年）

### スチル
- ソシエ・ワールド
- NTTドコモ
- 法務省・刑務官募集ポスター
- インテル
- 東芝